# Parachevreuxiella pacifica
Parachevreuxiella pacifica is een vlokreeftensoort uit de familie van de Thoriellidae. De wetenschappelijke naam van de soort is voor het eerst geldig gepubliceerd in 2010 door Lowry & Stoddart.